# Velika Jasikova
Velika Jasikova (serbisch-kyrillisch Велика Јасикова) ist ein Dorf in der Opština Zaječar rechts des Timok in dessen Tal. Das Dorf hat 819 Einwohner laut Volkszählung 2011. Über eine Fußgängerbrücke über den Timok hat es einen Zugang zum Haltepunkt Tabakovac Bahnstrecke Crveni Krst–Prahovo Pristanište, welcher auf dem Gebiet von Tabakovac liegt, welches jedoch über den Haltepunkt Tabakovac Reka angebunden ist. Beide Haltepunkte werden je drei Mal täglich durch Regionalzüge nach Negotin und Zaječar bedient; zwei dieser Züge werden werktäglich über Negotin hinaus nach zum Donauhafen in Prahovo verlängert.

## Belege
1. ↑  Република Србија, Републички завод за статистику: УПОРЕДНИ ПРЕГЛЕД БРОЈА СТАНОВНИКА: 1948, 1953, 1961, 1971, 1981, 1991, 2002. И 2011. Република Србија Републички завод за статистику, Belgrad 2014, ISBN 978-86-6161-109-4, S. 102 (serbisch, Online [PDF]).
2. ↑  Srbija Voz: 75 Niš-Zaječar-Parhovo Pristanište-Zaječar-Niš. Srbija Voz, 2022, abgerufen am 17. Dezember 2022 (serbokroatisch).